# 陳建名
陳建名（1985年7月20日—），台灣台南市人，民主進步黨籍政治人物，現任新竹市議會議員、民進黨新竹市黨部主任委員。
2018年首次參選第十屆新竹市議員，在第三選區西區以第一高票當選。2020年5月起擔任民進黨新竹市黨部主委。2022年競選連任，在中國國民黨及台灣民眾黨皆推出候選人的情況下，再次以第一高票當選。

## 選舉紀錄
| 年度 | 選舉屆數               | 選舉區           | 所屬政黨   | 得票數 | 得票率 | 當選標記 | 備註 |
| ---- | ---------------------- | ---------------- | ---------- | ------ | ------ | -------- | ---- |
| 2018 | 第十屆新竹市議員選舉   | 新竹市第三選舉區 | 民主進步黨 | 5,636  | 33.65% |          |      |
| 2022 | 第十一屆新竹市議員選舉 | 新竹市第三選舉區 | 民主進步黨 | 6,292  | 39.27% |          |      |

## 事件
中國國民黨立法委員徐巧芯指控，陳建名在參加餐會時性騷擾吳國寶的妻子張涵雅。對此張涵雅稱並無感覺不妥，而吳國寶則稱絕無此事且妻子也未表達不舒服情事。

## 外部連結
- 陳建名的Facebook專頁
- 陳建名的Instagram帳戶

1. ↑  . 中央社. 2024-04-11  [2024-04-11]. （原始内容存档于2024-04-14）.